# Vereinigte Schallplatten-Werke Janus-Minerva

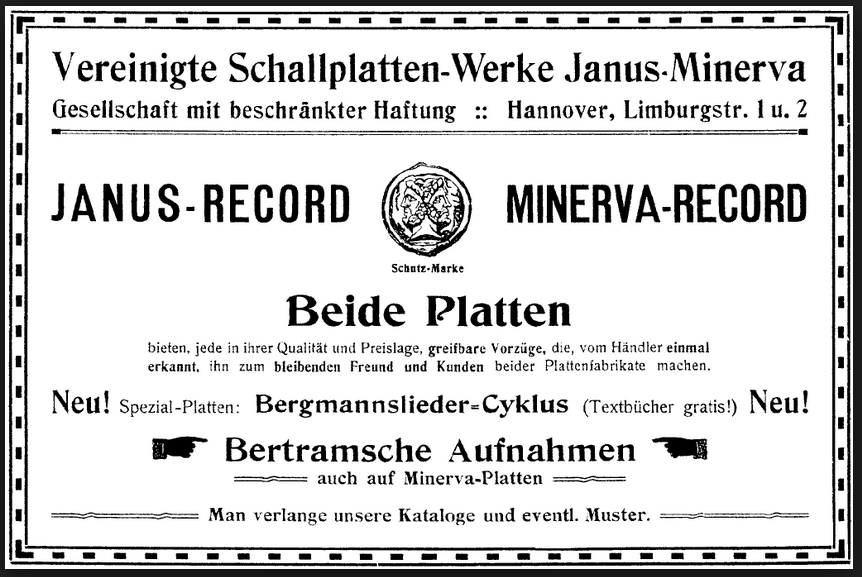
Annonce der
Vereinigten Schallplatten-Werke Janus-Minerva;
Ende 1907 oder später, Limburgstraße 1 und 2

Die Vereinigten Schallplatten-Werke Janus-Minerva in Hannover waren Anfang des 20. Jahrhunderts Hersteller von Schallplatten. Das Unternehmen veröffentlichte seine Schellackplatten mit Werken zeitgenössischer Interpreten unter den Labels Janus-Record und Minerva Record.

## Geschichte

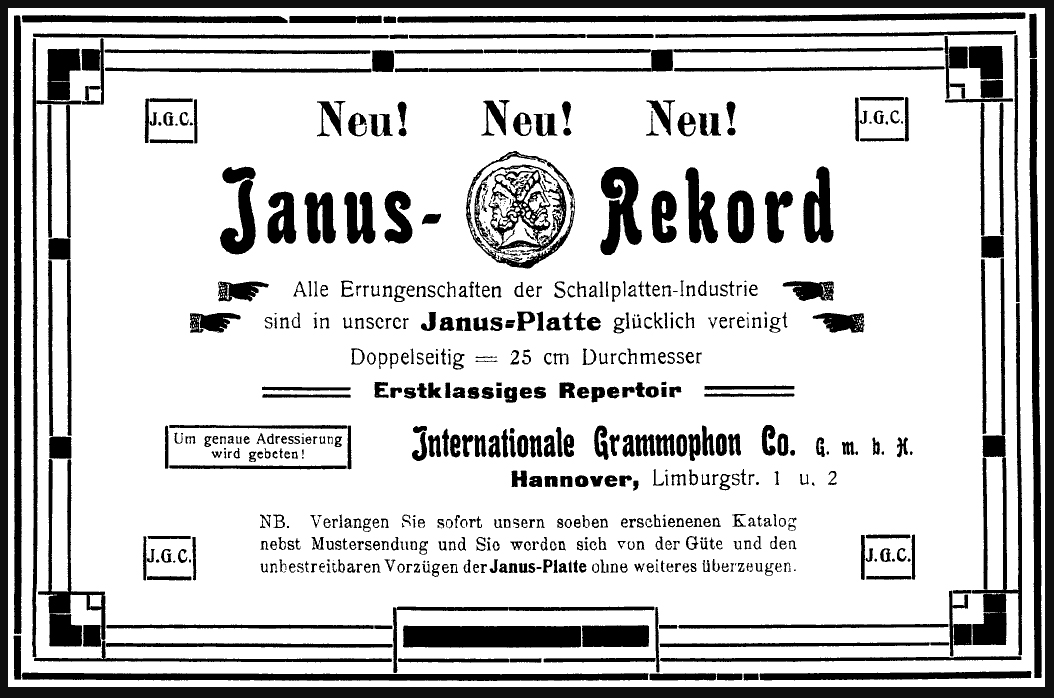
Werbung für die Marke Janus-Record der ursprünglichen Firma Internationale Grammophon Co. G.m.b.H. in der Limburgstraße

Um das Jahr 1905 wurde in Hannover-Linden in der Limburgstraße 1 und 2 die Schallplattenfabrik Internationale Grammophon Co. G.m.b.H. gegründet.
1906 wechselte der Berliner Toningenieur Otto Multhaupt, der seit 1904 Leiter bei der Schallplattenfabrik Favorite G.m.b.H in der Leinaustraße 27 in Linden-Nord gewesen war, zur Internationalen Grammophon. Im Juli 1907 bot das Unternehmen unter der Marke Janus-Record erstmals doppelseitige Schellackplatten mit einem Durchmesser von 25 Zentimetern an. Als Logo verwendete man einen doppelgesichtigen Januskopf. Nach einer Klage der Deutschen Grammophon gegen die Verwendung des Begriffs Grammophon musste der Firmenname geändert werden. Man firmierte in Folge ab Ende 1907 unter Vereinigte Schallplatten-Werke Janus-Minerva GmbH und erweiterte das Sortiment um Platten der Marke Minerva.
Um 1910 wechselte Otto Multhaupt zu Orpheon-Rekord nach St. Petersburg und Robert Grabowski schied wegen Krankheit als Direktor aus. Das Unternehmen verlegte seinen Standort in ein Gebäude des Fabrikanten Fritz Beindorff (Pelikan) an den Engelbosteler Damm 121. Zeitgleich berichtete die Zeitschrift für Instrumentenbau von der neuen Marke Pakt-Rekord der Vereinigten Schallplatten-Werke Janus-Minerva.
1913 errichtete Janus-Minerva-Records eine Fabrik im böhmischen Morchenstern, um Zoll zu sparen. Direktor wurde Max Eisler.
Die beiden Schallplattenfirmen Concordia und Janus-Minerva sollen später unter dem Firmennamen „Deutsche Preßgutwerke GmbH“ eingebracht worden sein.

## Künstler (Auswahl)
Unter Janus-Record wurden Aufnahmen u. a. folgender Künstler veröffentlicht:
- Robert Steidl
- John Lindsay
- Nebe-Quartett
- Gustav Schönwald
- Willy Schüller

Unter Minerva-Record wurden Aufnahmen u. a. folgender Künstler veröffentlicht:
- Martin & Paul Bendix
- Theodor Bertram
- Carl Rost, Bariton
- Willy Schüller, Tenor